# 속자치통감강목 권7
속자치통감강목 권7(續資治通鑑綱目 卷7)은 서울특별시 동대문구 세종대왕기념사업회에 있는 책이다. 2019년 8월 1일 서울특별시의 유형문화재 제454호로 지정되었다.

## 지정 사유
남송의 주희가 북송의 사마광이 편찬한 자치통감(資治通鑑)을 저본으로 59권으로 편찬한 강목체 사서(史書)이다.
책의 분량은 1책 영본으로 총 27권 가운데 권7 1책만 남아있으며, 초주갑인자(初鑄甲寅字)로 간행되었다. 간기를 확인할 수 없어 명확한 인쇄시기를 판단하기 어려우나, 동일한 판본인 보물 제905-10호 김성일 종가전적의 내사기, 인쇄상태, 판식 등으로 판단하여, 1503년 5월 이전에 인쇄되었을 것으로 여겨진다.
지정 대상본은 1책만 남은 영본이지만 중국 명나라로부터 속자치통감강목(續資治通鑑綱目)이 유입된 초기 모습을 보여주는 자료로 의미가 있으며, 동일한 시점에 간행된 판본이 매우 드물게 남아있으므로 시유형문화재로 지정하여 보존할만한 가치가 있을 것으로 판단된다.

## 조사보고서
『資治通鑑綱目』은 남송의 주희가 북송의 사마광이 편찬한 『資治通鑑』을 저본으로 59권으로 편찬한 강목체 史書이다. 사마광의 『資治通鑑』은 본래 294권의 거질로 주나라 威烈王이 晉三卿, 韓·魏·趙氏을 제후로 인정한 BC 403년부터 五代後周世宗까지인 960년에 이르기까지 1362년간의 역사를 1년의 단위로 묶어서 편찬한 것이다. 『續資治通鑑綱目』은 명나라 憲宗때의 문신 商輅, 萬安등이 칙명을 받아서 찬한 것으로 오대 후주까지 수록된 『資治通鑑綱目』에 이어서 지은 것이다. 수록된 시기는 송 태조 원년(960)부터 원 순제 27년(1367)에 이르는 약 400여년이며, 제1∼22권은 宋史, 제23∼27권은 元史를 다루고 있다. 지정 대상본은 그 중에 권7 1책으로 송 熙寧5년(1072)부터 元豐8년(1085)까지 약 14년간의 내용을 담고 있다.
지정 대상본은 연산군 9년(1503) 이전에 初鑄甲寅字및 混入補字로 간행한 책이다. 인쇄상태가 다소 흐린 부분이 있으나 글자의 자획은 비교적 정교한 편이며 초주갑인자 계통의 판본으로는 매우 드물게 남아있는 책이다. 1503년의 간행년도는 동일한 판본으로 파악되는 보물 905-10호 김성일종가전적에 기록된 내사기에 의한 것이다. 9책이 남아있는 김성일종가전적의 권수에는 ‘成化十二年十一月十五日’에 작성한 서문과 商輅등이 ‘成化十二年十一月初九日’에 進한 進表文이 남아있어서 명나라 간행당시의 상황도 알 수 있다. 내사기는 “弘治十六年五月日內賜刑曹判書金壽童續通鑑綱目命除謝恩同副承旨權(手決)”이며 연산군 9년(1503)에 형조판서 金壽童에게 반사되었다. 지정 대상본은 종이지질이 이음종이를 사용한 것과 다소 거칠어보이는 인쇄 상태를 제외하고 판형의 크기와 판식, 활자 등이 김성일종가전적과 동일하다.
책의 분량은 1책 영본으로 내용은 卷7이다. 표지 우측 하단에 수록된 기록과 『續資治通鑑綱目』의 구성체재로 볼 때 본래 27책이 완질이지만 지정 대상본은 권7의 1책만 남은 것이다. 版式의 邊欄은 四周單邊이고 半郭의 크기는 세로 26.8㎝ 가로 18.9㎝이며 본문은 11行18字, 책의 크기는 세로 35.6㎝ 가로 23.0㎝이다. 紙質은 楮紙이며, 表紙의 裝訂은 초기의 장황으로 五針眼의 線裝이다. 上下大黑口에 판심의 어미는 上下內向黑魚尾이고 版心題는 ‘續綱目’이다. 표지 다음에 공격지 없이 권7의 본문이 시작된다. 권수와 권말에 각각 “瑞山後人”, “鄭氏”의 장서인이 墨印으로 날인되어있는 것으로 보아 서산정씨가에서 소장했던 책으로 보인다. 본문의 체재는 연대순이며 각 장의 書眉에 본문내용의 년도를 필사해 두었다.
지정 대상 책의 표지는 처음 간행당시의 모습을 보여준다. 본문에 누습으로 얼룩진 흔적이 있고 제40-45장의 상부에 충해로 인한 결락이 있으나 본문의 내용을 확인하는 데는 큰 어려움이 없고 보존상태는 양호한 편이다.
『속자치통감강목』은 송·원대의 역사서로 『자치통감강목』에 이어서 성화 12년(1476)에 商輅, 萬安등이 편찬하여 간행하였고, 조선에 유입되어 초주갑인자로 1503년 이전에 간행된 책이다. 『자치통감강목』은 금속활자에 의한 간행이 두드러져 금속활자 인쇄사에서도 중요한 의미를 지니는 책이다. 『속자치통감강목』도 이러한 『자치통감강목』의 금속활자인쇄사에서 연속되는 간행자료 중의 하나이다.
『속자치통감강목』은 총 27권 가운데 권7 1책만 남아있으며 初鑄甲寅字로 간행된 책이다. 이 책 이후에 간행된 책들은 목판본으로 번각하여 간행하거나 17세기 이후에 한구자 등으로 다시 간행되었다. 간기를 확인할 수 없어 명확한 인쇄시기를 판단하기 어려우나 동일한 판본인 보물 905-10호 김성일종가전적의 내사기, 인쇄상태, 판식 등으로 판단해보면 1503년 5월 이전에 인쇄되었을 것으로 여겨진다.
지정 대상본은 1책만 남은 零本이지만 중국 명나라로부터 『續資治通鑑綱目』이 유입된 초기 모습을 보여주는 자료로 의미가 있다. 동일한 시점에 간행된 판본이 매우 드물게 남아있으므로 서울시 유형문화재로 지정하여 보존할만한 가치가 있다.

## 참고 문헌
- 속자치통감강목 권7 - 국가유산청 국가유산포털